# Yulene Olaizola
Yulene Olaizola (Ciutat de Mèxic, 13 de juny de 1983) és una directora, editora i productora mexicana. Llicenciada del Centro de Capacitación Cinematográfica (CCC). Guanyadora de diversos premis amb la seva opera prima, Intimidades de Shakespeare y Víctor Hugo. Va ser triada per a participar en “L’atelier" de la Cinefondation, destinat a ajudar els cineastes a entrar en contacte amb productors, obtenir finançament internacional i formar part del Festival de Canes.

## Trajectòria professional
Graduada Summa Cum laude per la seva tesi documental Intimidades de Shakespeare y Víctor Hugo.
La seva pel·lícula Fogo és el resultat del treball realitzat durant una residència artística afavorida per la Fogo Island Arts Corporation, en Newfoundland, Canadà, va formar part de la Selecció Oficial del 10è Festival Internacional de Cinema de Morelia (FICM) i de la 44a Quinzena de Realitzadors, secció paral·lela del 65è Festival Internacional de Cinema de Canes.
Funda la seva casa productora Malacosa cine, amb Rubén Imaz.
És membre del consell consultiu de procinema en 2018.
Participarà en el 71è Festival Internacional de Cinema de Canes, amb la seva pel·lícula Tragic Jungle, secundada per “L’atelier" de la Cinefondation.

## Filmografia

### Guió
- Intimidades de Shakespeare y Víctor Hugo (2008)
- Paraísos artificiales (2011)
- Fogo (2012)
- Epitafio (2015)

### Producció
- Intimidades de Shakespeare y Víctor Hugo (2008)
- Paraísos artificiales (2011)

### Edició
- Intimidades de Shakespeare y Víctor Hugo (2008)
- Epitafio (2015)
- La oscuridad, Daniel Castro Zimbrón (2016)

### Direcció
- Intimidades de Shakespeare y Víctor Hugo (2008)
- Paraísos artificiales (2011)
- Fogo (2012)
- Epitafio (2015) codirecció amb Rubén Imaz
- Noctámbulos, historia de una noche. Sèrie documental de televisió. 1 episodi - Rafael Costero, el universo infinito (2017)
- Maestros Olvidados, oficios que sobreviven. Sèrie documental de televisió. 2 episodis - El hombre de Rosa. Ismael Zarazúa. (2018) - Cantinero (2016)[4]

## Premis i distincions
Festival Internacional de Cinema de Sant Sebastià
| Any  | Categoria                       | Pel·lícula                               | Resultat  |
| ---- | ------------------------------- | ---------------------------------------- | --------- |
| 2008 | Premi Horitzons-Menció especial | Intimidades de Shakespeare y Víctor Hugo | Guanyador |

### Intimidades de Shakespeare y Víctor Hugo[6]
- Ariel de plata, Millor opera prima, 2009
- Millor pel·lícula, Buenos Aires Internacional Independent Film Festival (BAFICI) 2009
- Premi El Quixot, Fribourg International Film Festival, 2009
- Premi FIPRESCI, Fribourg International Film Festival, 2009
- Premi especial del jurat, Fribourg International Film Festival, 2009
- Premi de l'audiència, International Documentary Film Festival of Navarresa Punt de vista, 2009
- Esment especial, International Documentary Film Festival of Navarresa Punt de vista, 2009
- Millor documental, Lima Latin American Film Festival, 2009
- Millor documental, XV Mostra de Cinema Llatinoamericà de Catalunya, 2009
- Premi del gran jurat, Miami film festival, Dox competition, 2009
- Millor documental, Nashville film festival, 2009
- Millor film dirigit per una dona, Nashville film festival, 2009
- Trofeu Transsilvània, Transsilvània International film festival, 2009[7]